# Studánka Na Husím Krku
Studánka Na Husím Krku se nachází v údolí Janovského potoka poblíž obce Spy u Nového Města nad Metují.

## Studánka Na Husím Krku
Studánka byla upravena v roce 1999. Ke studánce vede několik kamenných schodů. Pod schody je opěrná kamenná zeď a stolek s lavičkami. Na infotabulce v blízkosti studánky je napsaný tento text: 
Ty studánko Páně, máš křišťálovou vodu,
Ty navracíš zdraví v každém čase shonu,
čistá a zázračná jako srdce Páně,
oj Ty má studánko, Ty nedojdeš k haně.
Údolí Husí krk vděčí svému pojmenování díky svému klikatému tvaru.
Přibližně 200 metrů od studánky východním směrem se nachází bývalá vojenská střelnice.